# 協調性
協調性（きょうちょうせい、英: Agreeableness）とは、親切、同情的、協力的、暖かい、思いやりがあると人に認識される個人の行動特性に現れる性格特性のことである。現代の性格心理学では、協調性は性格特性の5つの次元の1つで、協力や社会の調和における個人差を反映しているとされている。
協調性のスコアが高い人は利他的であることが多く、一方、協調性のスコアが低い人は利己的な行動と関係が強い傾向がある。また、協調性のスコアが非常に低い人は、他者と競争するなどダークトライアドに見られる行動の兆候を示すことがある。
協調性は上位特性であると考えられており、統計的にまとまった性格における下位特性をグループ化したものであることを意味している。協調性の下にグループ化された下位レベルの特性、つまりファセット（側面因子）は、利他主義、協力性、謙虚さ、道徳性、共感性、信用性である。

## 歴史

### キャッテルの16因子性格

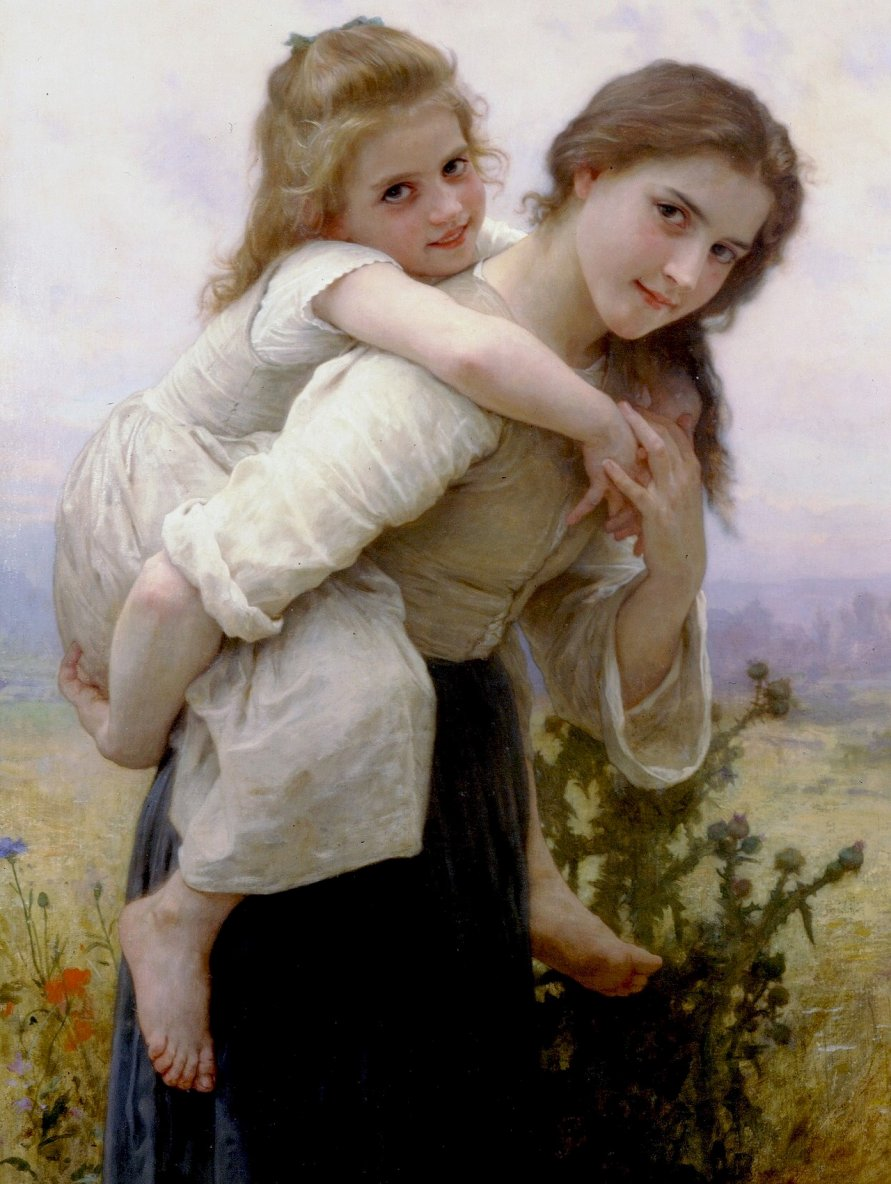
おんぶ（ウィリアム＝アドルフ・ブグロー、1895年）

すべてのビッグファイブ性格特性と同様に、現代の「協調性」の概念の起源は、ゴードン・オールポートとヘンリー・S・オドバートの1936年の研究にまで遡れる。その7年後、レイモンド・キャッテルは、オールポートとオドバートが特定した何千もの性格関連語のクラスター分析を発表した。この研究で特定されたクラスターは、キャッテルが人間の基本的、そして普遍的な性格要因を特定しようとさらに試みるための基盤となった。彼は最終的に、因子分析を使って16因子性格（16PF）を決定した。さらなる因子分析により、これらの16の因子を包含する5つの高次の因子、また「普遍的」な因子が明らかになった。これはキャッテルによって「独立性」と名付けられたが、16因子性格検査のE、H、L、Q1因子の高得点によって定義される普遍的因子は、現代の「協調性」の概念の初期の先駆けであった。

### ビッグファイブ
性格の五因子モデルにおける協調性の度合いは、最も一般的には自己報告式の測定によって評価されるが、同僚からの報告や第三者による観察も利用されることがある。自己報告式の測定は、語彙尺度や記述尺度に基づいて行われる。どちらのタイプの測定を利用するかは、心理測定特性の評価と、実施する研究の時間と空間の制約によって決定される。
語彙測定では、共感的、協力的、暖かい、思いやりがある、厳しい、不親切、無礼など、協調・非協調の特性を反映する個々の形容詞を使用して測定する。なお、非協調性を表す単語は協調性を表す単語を逆符号化することで対応する。ゴールドバーグ(1992)は100語のビッグファイブマーカーの一部として20語の尺度を開発し、ソーシエ(1994)は40語のミニマーカーの一部としてより簡潔な8語の尺度を開発している。トンプソン（2008）はこれらのマーカーを体系的に修正・改良し、アメリカ人と非アメリカ人の両方においてより優れた心理測定特性を有する40単語の尺度の国際英語ミニマーカーを開発した。この簡潔な尺度は、協調性をはじめとする五因子性格次元を評価する際にアメリカ人集団内と、特にアメリカ人以外の集団において、良好な内部一貫性信頼性と妥当性を有している。実際に英語を母国語とする人々に対する協調性の測定の内部一貫性の信頼性は.86であり、英語を母国語としない人々に対するそれは.80であると報告されている。
記述測定は、語彙測定よりも多くの単語で構成される傾向があり、そのため、より多くの研究機器のスペースを利用することになる。この測定法では例えば、「私はほとんどすべての人と仲が良い」「私は他人の問題に関心がない」「他人の感情に共感する」といったことの程度を回答者は尋ねられる。
キャッテルの因子分析的アプローチは、普遍的な人格構造を特定するために用いられ、16PFの導入以降、数十年にわたって無数の研究を触発した。キャッテルの元々のクラスターである16個のパーソナリティ要因と元々のデータを用いて、複数の研究者がこの期間中に独自にパーソナリティの五因子モデルを開発した。1960年代初頭から、これらの探求には「協調性」や「社交性」と呼ばれる因子が含まれることが多かった。キャッテルの先駆的な研究に続いて5つの安定した人格因子が何度も再現されたにもかかわらず、この枠組みがパーソナリティ研究を支配し始めたのは1980年代初頭、ルイス・ゴールドバーグの業績からであった。オールポートやオドバートと同様の語彙的研究を用いて、ゴールドバーグは各々が包含する人格関連用語の数が非常に多いことを反映して、「ビッグファイブ」という用語を選んだ。そのうち一つである協調性は、「友好的」「気立てが良い」「協力的」「信頼できる」「育成的」「社交的」「思いやりがある」といったパーソナリティ関連用語で定義された。これらは以前や最近現れた概念と似ている。

#### ビッグファイブのファセット
協調性のファセットは次のようになっている。
| 低い値の人の記述                                                       | 低い値の人の記述 |            | 高い値の人の記述 | 高い値の人の記述                                   |
| 説明                                                                   | 言葉             | ファセット | 言葉             | 説明                                               |
| ---------------------------------------------------------------------- | ---------------- | ---------- | ---------------- | -------------------------------------------------- |
| 人のために時間を使うより、自分のことをしたい。                         | 自己中心的       | 利他主義   | 利他的           | 人を助けることで充実感を味わい、人のために尽くす。 |
| 人への反論を避けない。                                                 | 強情             | 協調性     | 寛容             | 進んで対立を避けようとする。                       |
| 自己を敬愛し、自分に満足している。                                     | 高慢             | 謙虚さ     | 慎み深い         | 注目されると落ち着かない。                         |
| 目的のためにはあらゆる手段を使う。                                     | 不義・不道徳     | 道徳性     | 不屈             | 出世のために人を利用するのは正しくないと考える。   |
| 人は、一般的に他人に依存するのではなく、自分自身でなすべきだと考える。 | 冷酷             | 共感性     | 親身             | 人の気持ちを感じ、思いやりがある。                 |
| 人の意図を警戒し、簡単には信用しない。                                 | 人を警戒する     | 信用性     | 人を信じる       | 人の善意を信じ、簡単に人を信用する。               |

### NEO-PI
1970年代から、ポール・コスタとロバート・マクレイは、因子モデルに基づくパーソナリティ評価の開発を研究し始めた。キャッテルの16個のパーソナリティ要因のクラスター分析から始めて、コスタとマクレイは当初、パーソナリティの三因子モデルに落ち着いた。これら三つの因子は、神経症傾向（⇔感情安定性）、外向性（⇔内向性）、経験への開放性（⇔閉鎖性）であり、「NEO」という頭文字が生まれた。コスタとマクレイの三因子NEOパーソナリティ目録とゴールドバーグのビッグファイブとの類似性から、コスタとマクレイは1980年代初頭に協調性と誠実性を評価する尺度を開発し始めた。この作業は1985年に完全な五因子モデルに基づく最初のNEO-PIマニュアルが出版されることで結実した。これはNEO-PIに協調性が導入されたことを示しているが、コスタとマクレイはこの要因を構成する面を特定し、改訂版NEOパーソナリティ目録で詳述するためにさらに7年間働いた。

#### NEO-PIのファセット
NEO-PIでは、コスタとマクレイによって特定された5つの因子は、6つの下位レベルのファセット（側面因子）で識別される。協調性に含まれる下位レベルのファセットは、NEO-PIの改訂版が1992年に出版されたときに初めて紹介された。現代のNEO-PI-Rに基づいて、協調性の6つの側面は次のとおりである：信頼、率直、利他主義、追従、慎み深さ、優しさである。

##### 信頼
信頼は、心理社会的発達、パーソナリティ理論、そしてパーソナリティに関する民俗心理学的概念の特徴である。このファセットで高得点を得る個人は、一般に他者の意図を善意によるものであると考える。このファセットで低得点を得る個人は懐疑的であり、他者を不審、不正直、そして危険なものと見なす傾向がある。

##### 率直
率直は、他者とのコミュニケーションにおいて直接的で正直な態度を示す性質である。道徳哲学において長い歴史を持つにもかかわらず、率直さは協調性の他のファセットほどパーソナリティ理論においては重要ではない。率直で高得点を得た人は、他者と直接的で正直な方法でやり取りする傾向がある。低得点者はあまり直接的ではなく、自己監視の傾向があり一般的に不正直であり、また操作的である。両者は同一ではないが、このファセットで低得点を得た人はマキャベリズムが高い傾向がある。率直さは、対人円形図における「純真⇔計算」という次元に似ている。マイケル・C・アシュトンとキボム・リーによれば、率直さはHEXACOモデルの正直さ-謙虚さの正直さの側面に似ている。

##### 利他主義
動物に対する利他主義や倫理的利他主義と同様に、このファセットは自己犠牲、無私、寛大さ、思いやり、礼儀正しさ、他者への配慮などを測る尺度によって定義される。利他主義はアルフレッド・アドラーの社会的関心という概念に似ている。社会的関心とは、自分の行動を社会の向上に向ける傾向である。利他主義で低得点を得た人は、無礼で自己中心的または貪欲である傾向があり、これはアドラー心理学では「自己利益」と呼ばれる行動パターンである。

##### 追従
協調性のファセットとして、追従は典型的な対立に対する個人の反応として定義される。追従で高得点を得た人は、おとなしくて温和であり、対立を解決する手段として協力や服従を好む傾向がある。低得点者は、攻撃的で敵対的であり、口論好きで恨みっぽい傾向がある。

##### 慎み深さ
信頼、率直、利他主義、追従はすべて対人・社会的な行動を指すのに対し、慎み深さは個人の自己概念を指す。慎み深さのスコアが高い人は謙虚で他者志向的であり、低い人は傲慢で自己顕示的である。慎み深さが低いことは自惚れやナルシシズムとも呼ばれ、極端な場合には自己愛性パーソナリティ障害として現れることがある。ネオ人格目録改正版では「謙遜」とも呼ばれる慎み深さは、HEXACOモデルの正直-謙虚の謙虚側面に似ている。

##### 優しさ
優しさとは、個人の判断や態度が感情によってどの程度決定されるかということによって定義される。この用語はウィリアム・ジェームズによって生み出され、16PFの初期版でも目立っていた。優しさは主に共感によって定義され、国際パーソナリティ項目プールの「共感」スケールに対応する。対照的に、「タフマインド」とは、アイゼンク性格検査の精神病質と関連した特性である。

## 心理生物学的モデルにおける相当物
性格の心理生物学的理論に基づくモデルは、それぞれ、協調性に類似した要因を取り入れている。クロニンジャーの気質性格検査では、協力性と呼ばれる性格特性は協調性と非常に類似しており、正の相関がある。ズッカーマンの代替5因子モデルでは、攻撃-敵意と呼ばれる特性は協調性と逆の関係にある。

## HEXACOモデル
マイケル・アシュトンとキベオム・リーは、ダークトライアド特性（すなわち、ナルシシズム、マキャベリズム、サイコパス）の測定がないことに対処するため、五因子モデルに第六因子を追加することを提案した。HEXACOモデルは、五因子モデルの開発に使用されたものと同様の心理言語学的研究によって検証され、NEO-PIに類似した5つの因子に「正直さ-謙虚さ」の次元を追加している。正直さ-謙虚さの次元は、ビッグファイブのどの特性とも直接的には対応しないが、ビッグファイブの協調性の率直と慎み深さのファセットと強い相関がある。これら2つのファセットはいずれもビッグファイブの協調性とは弱い相関しかないため、アシュトンとリーはNEO-PIの協調性をHEXACOモデルと同様に2つの因子に分割することを提案している。すなわち、正直さ-謙虚さ（すなわち、率直と慎み深さ）と、再定義された協調性（寛容、優しさ、柔軟性、忍耐力）である。アシュトンとリーは、正直さ-謙虚さとHEXACOの協調性を似ているけれどもユニークな概念として捉え、両者が互恵的利他主義の異なる側面、すなわち公正さ（正直さ-謙虚さ）と寛容さ（協調性）を表していること示している。
このようにNEO-PIにおける「協調性」の再認識を示唆しているにもかかわらず、アシュトンとリーは、HEXACOモデルの「協調性」が「信頼」「利他主義」「追従」「優しさ」によって正確に捉えられるとは考えていない。ビッグファイブの「協調性」のこれら4つのファセットを考慮することに加え、HEXACOモデルの「協調性」の構成は、NEO-PIの神経症傾向に分類される内容（すなわち、短気と過敏性）を含んでいる。HEXACOモデルの「協調性」の下限にある否定的な感情の内容を反映するため、この因子は「協調性⇔怒り」とも呼ばれる。HEXACOモデルの協調性の定義に怒りが含まれていることは、この因子を正直さ-謙虚さと区別することにさらに役に立つ。攻撃的・反社会的なものに対する行動では、正直さ-謙虚さのスコアが低い人は、すぐに反応しない傾向が見られる。その代わりに、復讐を計画し、それを実行する絶好の機会を待つことによって、反応を先延ばしにしていることがわかっている。HEXACOモデルの協調性が低い人もこのような計画的な戦略をとるが、やはりすぐに怒りで反応する傾向が見られる。

### HEXACOモデルの協調性のファセット
アシュトンとリーは、ビッグファイブとHEXACOモデルの間にある多くの違いを捉えるために、協調性の概念化において4つの新しいファセット（側面因子）を提案している。「寛容」「優しさ」「柔軟性」「忍耐力」である。アシュトンとリーは、これら4つの「協調性」固有のファセットに加え、「協調性」、「正直さ-謙虚さ」、「情動性」を共有している空間に位置する「間質性」のファセットを提案している。それは、「利他的」⇔「敵意的」である。
- 寛容:欺瞞やその他の違反行為に対する個人の反応を示す指標。このファセットが高い人は、加害者を許すことで信頼を取り戻し、友好関係を再構築する傾向があり、低い人は恨みを持ち続ける傾向がある。「寛大さ」とも呼ばれる[39]。
- 優しさ:一般的に他人をどのように評価するかを示す指標。高得点の人は過度な判断を避ける傾向があり、低得点の人は批判的であったり批評的である傾向が強い。
- 柔軟性:妥協と協力に関連する行動を測定する。高得点の人は、意見の相違を解決する手段として、協力や妥協を好むが、低得点の人は、頑固で議論好きで、他人を受け入れることを嫌がる傾向がある。
- 忍耐力:怒りや苛立ちに対する反応を示す指標。この項目が高い人は、非常に高いレベルの怒りに耐えることができ、怒っていても冷静さを保つことができる傾向がある。忍耐力が低い人は怒っているときに冷静さを保つことが難しく、また、比較的小さな刺激に対しても非常に怒りやすい傾向がみられる。
- 利他的⇔敵意的:3つのHEXACO因子で共有されているが、利他的⇔敵意的は、協調性と中程度の相関がある[38]。このファセットは、個人がどの程度共感的で、心優しく、親切であるかを評価するもので、スコアが低い人は人に対して反感的な態度をとる傾向がある。

## 対人関係
協調性は、他人とうまくやっていくことが必要な場面で力を発揮する性質である。協調性が低い人に比べて、協調性が高い人は他人をより肯定的にとらえる傾向がみられる。
協調性の高い子どもは、他者のニーズや視点に敏感であるため、社会的拒絶を受けにくい。特に、絆を壊すような感じでも攻撃的な態度でもなく、遊びのグループに入るのが上手な子どもは、仲間に受け入れられる可能性が高いことが研究で示されている。
ある研究では、協調性が高い人ほど、社会的状況において感情的に反応することがわかった。この効果は、自己報告式の質問票と生理学的測定の両方で測定され、外向性と神経症傾向が感情に影響を与える唯一のビッグファイブ性格因子ではないことを示す証拠となった。この効果は、特に女性で顕著であった。
また、協調性が高い人は、対立状況において怒りのようなネガティブな感情をコントロールしやすいということも研究から示されている。協調性が高い人は、他人と対立したときに、対立を避ける戦術を使う傾向がみられる（一方、協調性が低い人は強制的な戦術を使う傾向がみられる）。また、協調性が高い人は敵に譲歩することを厭わず、協調性の低い人との議論に負けることもある。彼らからすれば、他人と和やかな関係を維持していることは、実際に議論に負けたわけではないことを意味するのである。

## 向社会的行動
協調性の中心的な特徴は、利他主義や援助行動との正の関連があることである。協調性が高い人は、どのような状況でも、他人を助けることに興味や関心を示す可能性が高い。実験によると、ほとんどの人は自分の親族を助け、共感が沸き起こったときに助ける傾向がある。しかし、協調性が高い人は、このような条件がないときでも人を助ける可能性が高い。つまり、協調性が高い人は、人を助けるのに何らかの動機を必要としない「助けるための特質」を持っているように思われる。
協調性の高い人は習慣的に他人を助ける可能性が高いが、協調性の低い人は他人に危害を加える可能性が高いかもしれない。研究者は、低い協調性が、青年期の敵対的思考や攻撃性、社会的適応度の低さと関連していることを発見している。また、協調性が低い人は、太り気味の人など、汚名を着せられたグループに対して偏見を持つ傾向が見られる。
精神疾患がある場合、低い協調性は自己愛や反社会的な傾向と関連することがある。理論的には、協調性が極めて高い人は、依存性の問題を抱える危険性がある。もっとも経験的研究によれば、低い協調性にはより多くの問題が関連している。
ミルグラムの実験では、誠実性と協調性が高い人は、悪意のある権力者に強制されると、被害者に高強度の電気ショックを与えることに積極的である。これは誠実性と協調性が高い人は抵抗能力が低いためであると考えられている。

## 幼少期から成人期まで
協調性は、精神的健康、ポジティブな感情、他者との良好な関係を予測し、心理的幸福にとって基本的に重要である。幼少期と青年期の両方において、協調性は外在化の問題と結びついている。また、葛藤管理能力、学校適応、仲間・社会的地位、自尊心などの結果にも関与している。また、幼少期を通じた協調性の水準が成人期の適応や協調性に影響を及ぼすかどうかを調べる研究も行われている。若年成人では、外向性障害と内向性障害のいずれかと診断された人は、そのような障害のない若年成人と比較して、協調性とコミュニケーション性が低く、否定的感情性が高いことが示されている。また、若年成人の怒りとうつ病の関連を媒介するのは、「協調性」であると報告されている。大学生において、協調性は感情的な刺激に対する心理生理学的反応とともに、感情的な経験やコントロールの自己申告としばしば関連している。成人期には、低い協調性が健康上のリスクとなることが判明している。高い協調性、特に信用性と道徳性は、長寿と関連している。
カスピ、エルダー、ベム (1987)の研究によると、爆発的で機嫌の悪い子供は、機嫌の良い同世代の子供と比較すると、大人になってからの離婚率が高いことが判明した。さらに、短気な男性は学歴、職業、仕事の安定性が低く、短気な女性は同じように低い学歴を持つ男性と結婚していた。シャイナー(2000)による2つ目の、より新しい研究では、中年期の協調性と友好的遵守を表す複合変数が、10年後の思春期の学業成績、行動様式、社会的能力を予測することがわかった。

## 地理

### アメリカ合衆国

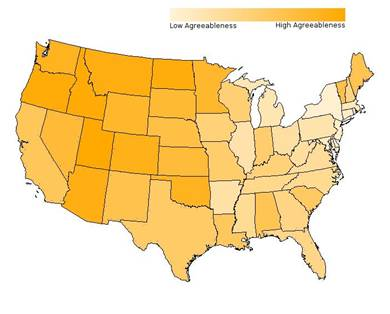
州別の協調性の度合い。より明るい地域ほど、平均的な協調性が高い。

米国では、西部、中西部、南部の人々は、他の地域に住む人々よりも平均して協調性が高いスコアを持つ傾向がみられる。研究者によると、最も協調性の高い州トップ10は、ノースダコタ、ミネソタ、ミシシッピ、ユタ、ウィスコンシン、テネシー、ノースカロライナ、ジョージア、オクラホマ、ネブラスカであった。これらの州では、「サザン・ホスピタリティ」や「ミネソタナイス」といったよく知られた表現と一致する結果が出ている。これらの州は東海岸や西海岸に比べて都市化が進んでいないため、人々は小さなコミュニティーに住み、隣人を知っている可能性が高い。その結果、隣人を気遣い、助けようとする気持ちが強くなる可能性がある。
オルブライトら（1997）が行った研究では、中国と米国の大学生のグループが、両国の見知らぬ人を「ビッグファイブ」の性格特性、外見的特徴、服装の良し悪しで評価した。彼らは、中国と米国の学生がともに、顔を評価したところ、協調性と外向性が同程度であったことを発見した。また、最も協調性が高いと思われる人は、世界中で認められている表情である「笑顔」を浮かべていた。この研究結果は「協調性」という特性が、世界共通で人に帰属していることを示唆している。